# Palazzo di Niccolò Caracciolo

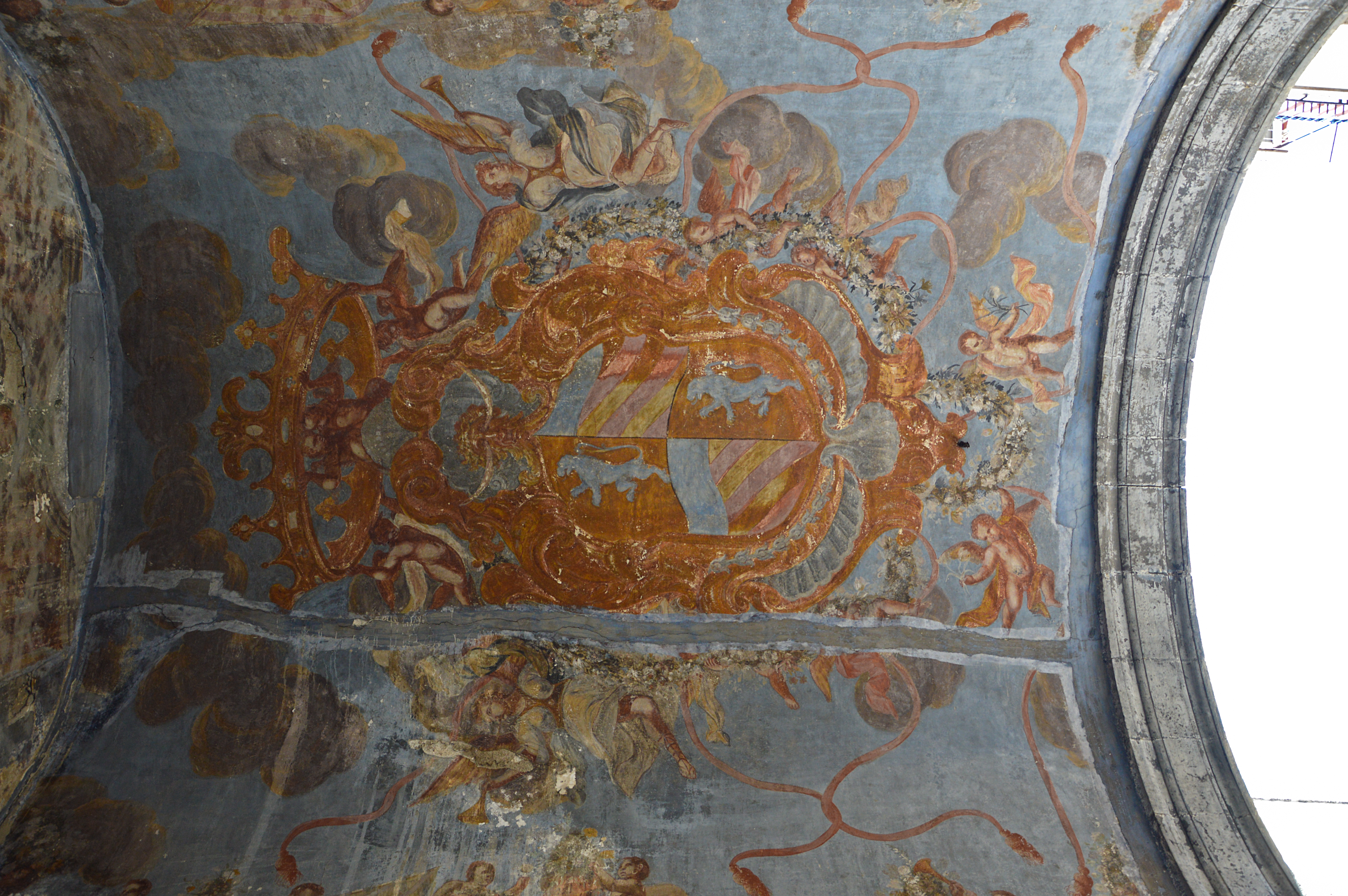
Stemma dipinto sulla volta con motivi di completamento.

Il palazzo di Niccolò Caracciolo, a Napoli, è situato lungo Vico Sedil Capuano, al numero civico 16.

## Storia
Venne realizzato nella seconda metà del XVI secolo in stile rinascimentale; la facciata è stata rimaneggiata nel corso dei secoli, mentre conserva lo stile rinascimentale la scala, che si innalza per tre livelli con decorazione in piperno.
Il palazzo presentava un ulteriore ingresso di fronte al principale; esso si apriva lungo vico Santa Maria Verteceli ed esiste tuttora, ma fu murato dopo le trasformazioni che ridussero l'immobile nella forma attuale. L'edificio si dispone secondo una configurazione planimetrica riconducibile ad uno schema a "C".

## Descrizione
Presenta un bel portale in piperno, con chiave di volta cuspidata, che conduce all'atrio rinascimentale con volta dipinta rappresentate lo stemma di famiglia, mentre ai lati dello stemma vi sono figure di putti che si affacciano dietro le balaustre. Attraversato l'atrio, si accede al cortile cinquecentesco dove, sullo sfondo, vi sono i resti del portale secondario, che riprende lo stesso motivo del precedente. Infatti, all'entrata principale si riconosce l'arco trionfale affiancato da archi di minor ampiezza, legati al pilastro principale in piperno così da realizzare una pseudo-serliana.
Da entrambi gli archi si accede alle rampe di scale poste agli estremi dell'isolato; la scala di destra si caratterizza, oltre che per le sue arcate, anche per le coperture, che in corrispondenza dello smonto si presentano composte da due volte a vela affiancate.